# ČFK Nitra
Čermáňsky FK Nitra là một câu lạc bộ bóng đá Slovakia, đến từ thị trấn Nitra. Câu lạc bộ được thành lập năm 1945.

## Dòng thời gian
- 1945 - Thành lập với tên gọi Dynamo Čermáň
- 1970 - Đổi tên thành Strojár Nitra
- 2003 - Đổi tên thành ČFK Nitra